# موتور غروه 15 خرداد (أرزوئية)
موتور غروه 15 خرداد (بالإنجليزية: Mowtowr-e Garuh 15 Khordad)‏ هي منطقة سكنية تقع في إيران في Arzuiyeh Rural District. يقدر عدد سكانها بـ 86 نسمة .